# Про Сидорова Вову
«Про Сидорова Вову» — советский рисованный мультфильм режиссёра Эдуарда Назарова по мотивам одноимённого стихотворения Эдуарда Успенского. В нём в гротескной форме демонстрируется, как слепая любовь родителей и родственников к единственному в семье ребёнку делает его инфантильным, несамостоятельным и неприспособленным к нормальной трудовой жизни и к службе в армии.
Премьера состоялась в военной части на Дальнем Востоке.

## Сюжет
Мальчик Вова Сидоров — единственный ребёнок в большой семье, растущий без отца. С самого детства за ним ухаживала целая толпа родственников, которые были готовы исполнять любой каприз. Всё начиналось с утра, когда Вове надо было что-то подать, поиграть, похвалить и прочее. Мама, бабушка и дед стремились угодить ребёнку, доставали ему дефицитные вещи, кормили вкусностями. Другие родственники соревновались в подарках для главного героя. В итоге он вырастает скандальным и ничего не умеющим, но всеми любимым. Вся семья мотивирует свои действия тем, что Вова «у них один».
Но повестка из военкомата с призывом в Советскую армию переворачивает всё с ног на голову. В часть Вова приходит с мамой, заявив командиру, что один без мамы он ничего не умеет, поэтому служить будет вместе с ней. Командир, упав в обморок, докладывает о таком маршалу (он в это время рыбачил) и спрашивает, что делать. Но адъютант, опасаясь последствий для себя, не решается передать телеграмму и в гневе рвёт её, из-за чего командир нехотя соглашается, чтобы Вова с мамой приступили к службе в армии. Вскоре к ним присоединяются дед, бабушка и тётя Вовы, объяснив, что без их участия ребёнок пропадёт, и на него может упасть самолёт. По закону подлости, тот самый самолёт, на котором прилетели бабушка с тётей и спрыгнули с борта с парашютом, начинает резко снижаться, сбивает пилотку с головы Вовы и разбивается при падении. Разозлённый лётчик с гаечным ключом надвигается на «виновника», у которого от удара появляется шишка на голове. Собака отгоняет лётчика, и он, удивлённый, бросив гаечный ключ и расправив руки, как крылья, «улетает» сам, без всякого самолёта.
Все родственники начинают помогать главному герою служить. Когда звучит команда «Рота, подъём», бабушка обувает Вову. Вместо политинформации его дед рассказывает о своей службе в конной армии. Пока солдаты чистят оружие, мама моет ему автомат с мылом. В столовой тётя и бабушка кормят Вову отдельно от солдатского меню. На тренировках они все вместе помогают Вове маршировать, забираться на перекладину и перепрыгивать через забор. При этом марширующие вслед за Вовой мама и тётя отвлекают своим видом остальных солдат, а из-за большого веса главного героя перекладина сгибается. При броске учебной гранаты он случайно попадает ей по ноге командиру, который уже вышел, чтобы сделать Вове выговор за несдачу нормативов.
На следующий день взвод Вовы отправляется на военные учения, причём главный герой идёт в строю последним с батоном, который периодически ест, а позади идёт его семья. Его тётя выполняет роль оруженосца, мама с бабушкой везут провизию, а дед прикрывает с правого фланга. Всё это выглядит настолько нелепо, что командир готов даже застрелиться, но передумывает и с досады бьёт кулаком по трибуне, получив при этом травму. На привале бабушка с дедом кормят Сидорова манной кашей. Когда на место обеда приезжает на машине командир с перебинтованной от ушиба рукой, дед приветствует его, приложив к фуражке ложку с кашей. Командир, видя, что всё идёт не по плану, плюёт в сторону бабушки, дедушки и их внука и уезжает. После обеда мама и тётя и вовсе решают взять организацию учений в свои руки, для чего срочно вызывают других родственников.
Собравшаяся компания устраивает пикник с шашлыками и песней Аллы Пугачёвой «Без меня», а Вову укладывают спать на раскладушке. Командир уже не знает, что делать, но тут приходит телеграмма со словами «Посторонних убрать. Точка». В результате командир прогоняет всех родственников Вовы, и последний становится самостоятельным. Когда за невыполнение приказов главному герою поручили убирать туалеты, он даже не замечает, что у него сломалась швабра. Но остальные солдаты обещают, что смогут сделать из него человека и нормального солдата. В последней сцене Вова хоть и марширует не в ногу и самым последним в строю, но бодро идёт вперёд.

## Съёмочная группа
- Авторы сценария — Эдуард Успенский, Эдуард Назаров
- Кинорежиссёр и художник-постановщик — Эдуард Назаров
- Кинооператор — Михаил Друян
- Звукооператор — Борис Фильчиков
- Художники-мультипликаторы:
  - Наталия Богомолова
  - Галина Зеброва
  - Эльвира Маслова
  - Анатолий Абаренов
  - Дмитрий Куликов
  - Юрий Кузюрин
- Художники:
  - Виктор Чугуевский
  - Игорь Олейников
  - Геннадий Морозов
  - Елена Качкова
  - Виктория Макина
  - Анна Чистова
- Ассистент режиссёра — Татьяна Лытко
- Монтажёр — Маргарита Михеева
- Редактор — Раиса Фричинская
- Директор съёмочной группы — Виктор Егоршин

## В ролях
- Сергей Юрский — Голос от автора / Солдаты / Остальные роли
- Эдуард Назаров — Дед

## Интересные факты
- Во время съёмок мультфильма Эдуарда Назарова преследовал один кошмарный сон: в военкомате его отправляют в армию повторно, несмотря на все заверения призывника. Как только работа над мультфильмом «Про Сидорова Вову» была закончена, сон перестал сниться.
- Кадры военного быта (например, глажка кирзовых сапог) — личный опыт режиссёра, так как Назаров 3 года отслужил в части на территории ГДР.
- По словам Эдуарда Успенского, этот мультфильм — его самая любимая экранизация.
- Лейтмотивом мультфильма стала песня Владимира Шаинского «Через две зимы» на стихи Михаила Пляцковского. Также использованы две песни Раймонда Паулса — «Зелёный свет» (слова Николая Зиновьева) и «Без меня» (слова Ильи Резника). Их русский перевод выполнен в 1984 году.
- «Танец маленьких лебедей» из балета «Лебединое озеро» П. И. Чайковский на аккордеоне.

## Награды и премии
- 1986 — XIX Всесоюзный кинофестиваль (Алма-Ата) — Приз по разделу мультфильмов.[1]
- 1988 — Государственная премия РСФСР имени братьев Васильевых.

## Видеоиздания
Мультфильм выпускался на DVD в сборнике мультфильмов «Masters of Russian Animation Volume 3».